# Santon Downham
Santon Downham är en by och en civil parish i distriktet West Suffolk i Suffolk i England. Orten har 245 invånare (2001). Byn nämndes i Domedagsboken (Domesday Book) år1086, och kallades då Dunham.